# Luino
Luino je italská obec v provincii Varese v oblasti Lombardie. Obec leží na východním břehu jezera Lago Maggiore u hranic se Švýcarskem.
V roce 2013 zde žilo 14 354 obyvatel.

## Sousední obce
Agra, Brissago-Valtravaglia, Cannero Riviera (VB), Cannobio (VB), Cremenaga, Dumenza, Germignaga, Maccagno con Pino e Veddasca, Monteggio (Švýcarsko), Montegrino Valtravaglia

## Vývoj počtu obyvatel
Zdroj: 